# Битка код Ментане
Битка код Ментане се одиграла 3. новембра 1867. године.
У бици су учествовале војска италијанских устаника под вођством Ђузепеа Гарибалдија и француски корпус Антоније Хасепота. Битка се завршила потпуним поразом Ђузепеа Гарибалдија и његове војске.